# نصف‌النهار ۴۲ درجه شرقی
نصف‌النهار ۴۲ درجه شرقی ۴۲مین نصف‌النهار شرقی از گرینویچ است که از لحاظ زمانی ۲ساعت و ۴۸دقیقه با گرینویچ اختلاف زمانی دارد.
این نصف‌النهار از قطب شمال شروع و از مناطق زیر گذشته و به قطب جنوب ختم می‌شود.
- قاره آفریقا
- روسیه
- اقیانوس هند